# بروک نورتون-کوفی
بروک نورتون-کوفی (انگلیسی: Brooke Norton-Cuffy؛ زادهٔ ۱۲ ژانویهٔ ۲۰۰۴) بازیکن فوتبال است که در حال حاضر برای جنوآ در پست مدافع بازی می‌کند.
از باشگاه‌هایی که در آن بازی کرده است می‌توان به روترهام یونایتد، کاونتری سیتی، آرسنال، جنوآ، میلوال و لینکولن سیتی اشاره کرد.
وی همچنین در تیم‌های ملی فوتبال زیر ۱۶ سال، زیر ۱۸ سال، زیر ۱۹ سال، زیر ۲۰ سال و زیر ۲۱ سال انگلستان بازی کرده است.

## دوران باشگاهی
بروک نورتون-کوفی دوران حرفه‌ای خود را با چلسی آغاز کرد، و سپس در سن دوازده‌سالگی به آرسنال پیوست و نخستین قرارداد حرفه‌ای خود را در ۲۱ ژانویه ۲۰۲۱ امضا کرد. در ۱۸ ژانویه ۲۰۲۲، او به صورت قرضی به لینکلن سیتی پیوست تا تا پایان فصل در این تیم بازی کند. او نخستین بازی خود در رده بزرگسالان را در ۲۲ ژانویه ۲۰۲۲ به‌عنوان بازیکن جانشین در دیدار برابر پلیموث آرگیل انجام داد. نخستین گل خود در رده بزرگسالان را در ۵ مارس ۲۰۲۲ برابر شفیلد ونزدی به ثمر رساند.
در ۲۲ اوت ۲۰۲۲، او به صورت قرضی و برای یک فصل به روترهام یونایتد پیوست. در ژانویه ۲۰۲۳، نورتون-کوفی توسط آرسنال فراخوانده شد و به جای آن، به صورت قرضی به کاونتری سیتی پیوست.
در ۲۴ اوت ۲۰۲۳، او به صورت قرضی به میلوال پیوست.
در ۱۴ اوت ۲۰۲۴، او به باشگاه سری آ یعنی جنوا پیوست. مبلغ این انتقال اعلام نشده‌است.

## دوران ملی
بروک نورتون-کوفی در انگلستان زاده شده و اصالتی دومینیکایی دارد. او که پیش‌تر در رده‌های زیر ۱۶ سال و زیر ۱۸ سال انگلستان بازی کرده بود، نخستین بازی خود در تیم زیر ۱۹ سال انگلستان را در جریان پیروزی ۳–۱ برابر جمهوری ایرلند در چارچوب مقدماتی جام ملت‌های اروپا زیر ۱۹ سال ۲۰۲۲ در ورزشگاه بسکات انجام داد.
در ۱۷ ژوئن ۲۰۲۲، نورتون-کوفی به فهرست تیم زیر ۱۹ سال انگلستان برای جام ملت‌های اروپا زیر ۱۹ سال ۲۰۲۲ دعوت شد. او در دیدار نهایی به عنوان بازیکن جانشین به میدان رفت، جایی که انگلستان با نتیجه ۳–۱ در وقت اضافه اسرائیل را شکست داد و قهرمان شد.
در ۲۲ مارس ۲۰۲۳، نورتون-کوفی نخستین بازی خود برای تیم زیر ۲۰ سال انگلستان را در جریان پیروزی ۲–۰ برابر آلمان در منچستر انجام داد. در ۱۰ مه ۲۰۲۳، او به فهرست تیم انگلستان برای جام جهانی فوتبال زیر ۲۰ سال ۲۰۲۳ دعوت شد.